# Теплород
Теплоро́д — по распространённым в XVIII - начале XIX века и ныне устаревшим воззрениям, — невесомый флюид, присутствующий в каждом теле и являющийся причиной тепловых явлений. Введён в 1783 году Лавуазье. Гипотеза флогистона-теплорода была отвергнута в результате испытаний, что послужило основой для принятия молекулярно-кинетической теории в середине XIX века.

## Свойства
Приток теплорода в тело должен вызывать его нагрев, вытекание — охлаждение. Количество теплорода во всех тепловых процессах должно оставаться неизменным. Теория теплорода объясняла многие известные на тот момент тепловые явления и была признана большинством ученых.

## Опровержение теории теплорода
В 1798 г. английский учёный Бенджамин Томсон (граф Румфорд) наблюдал за сверлением каналов в оружейных стволах. Он был поражён выделением большого количества тепловой энергии во время этой работы. Усомнившись в существовании теплорода, Румфорд решил поставить ряд специальных опытов. В одном из них в металлической болванке, помещённой под воду, высверливалось отверстие с помощью тупого сверла, приводимого в движение силой двух лошадей. Спустя два с половиной часа вода закипела. «Изумление окружающих, увидевших, что такая масса воды закипает без огня, было неописуемо» — вспоминал Румфорд. Из своих опытов он сделал вывод, что никакого теплорода не существует, а причиной выделения энергии стало движение.
В 1799 г. английский физик и химик Гемфри Дэви провёл новый эксперимент, который опровергал теорию теплорода. Опыт Дэви состоял в следующем: под колокол воздушного насоса, откуда предварительно был выкачан воздух, помещались два куска льда при температуре 0 °С. Оба куска терлись друг о друга при помощи специального часового механизма. При трении лед таял, причем температура получившейся воды оказывалась на несколько градусов выше 0 °С. С точки зрения теории теплорода этот опыт был необъяснимым, поскольку удельная теплоёмкость льда меньше, чем у воды. Отсюда Дэви заключил, что такое количество энергии могло появиться только в результате движения.